# Byron King-Noel, Viscount Ockham
Byron King-Noel, Viscount Ockham (geborener King, * 12. Mai 1836; † 1. September 1862) war ein britischer Peer.
Byron King war der ältere Sohn des William King, 1. Earl of Lovelace, aus dessen Ehe mit Hon. Ada Augusta Byron, Tochter des Dichters George Noel, 6. Baron Byron. Als Heir apparent seines Vaters führte er ab 1838 den Höflichkeitstitel Viscount Ockham.
Er trat zunächst als Offizier in die Royal Navy ein, desertierte jedoch, schlug sich nach Großbritannien durch und verdingte sich dort als Werftarbeiter.
Beim Tod seiner Großmutter mütterlicherseits, Anne Noel-Byron, 11. Baroness Wentworth, erbte er 1860 deren Adelstitel als 12. Baron Wentworth und wurde dadurch Mitglied des britischen House of Lords. Im selben Jahr änderte sein Vater den Familiennamen von „King“ zu „King-Noel“.
Er starb bereits 1862 im Alter von 26 Jahren und blieb unverheiratet. Sein Titel ging an seinen jüngeren Bruder Ralph King-Noel, der 1893 auch den Vater als 2. Earl of Lovelace beerbte.